# Ton absence
Pour plus de détails, voir Fiche technique et Distribution.
Ton absence (Anni felici en version originale) est un film dramatique italien réalisé par Daniele Luchetti, sorti en 2013. Le film, inspiré de l'enfance du réalisateur, a été présenté en avant première de l'édition 2013 du festival international du film de Toronto.

## Synopsis
L'action se passe en 1974 à Rome. Guido est un artiste d'avant garde, pas encore reconnu, qui se sent prisonnier d'une famille trop bourgeoise et envahissante. Sa femme, Serena, qui l'aime passionnément, a du mal à accepter son art et surtout son intérêt pour ses modèles…et de fait devient "envahissante". Leurs fils, Dario et Paolo, 10 et 5 ans, sont les témoins involontaires de leur irrésistible attirance érotique, de leurs échecs, de leurs trahisons, de leurs perpétuels marchandages amoureux.   
Et c’est à travers le regard de ces derniers, et la voix de l’aîné, que le spectateur découvre les conséquences, au niveau intime de la sphère familiale, des libertés artistiques et amoureuses récemment acquises.

Entre happenings artistiques, coups de tête, film en super 8, vacances paresseuses, le film raconte les années heureuses - mais qui ne semblent pas l'être - d'une famille qui essaie d'être plus libre

## Fiche technique
- Titre : Ton absence
- Titre original : Anni felici
- Réalisation : Daniele Luchetti
- Scénario : Daniele Luchetti, Sandro Petraglia, Stefano Rulli et Caterina Venturini
- Décors : Giancarlo Basili
- Costumes : Maria Rita Barbera
- Photographie : Claudio Collepiccolo
- Montage : Mirco Garrone
- Musique : Franco Piersanti
- Production : Matteo de Laurentiis, Riccardo Tozzi, Giovanni Stabilini, Gina Gardin et Marco Chimenz
- Société de production : Cattleya, Babe Films et Rai Cinema
- Distribution : Bellissima Films
- Pays d'origine : Modèle:Iralie
- Genre : drame
- Durée : 106 minutes
- Dates de sortie :
  -  Italie : 3 octobre 2013
  -  Belgique : 12 mars 2014
  -  France : 28 mai 2014

## Distribution
- Kim Rossi Stuart : Guido
- Micaela Ramazzotti : Serena
- Martina Gedeck : Helke, la galeriste amie de Guido et qui séduit Serena
- Samuel Garofalo : Dario
- Niccolò Calvagna : Paolo
- Pia Engleberth : Grand-mère Marina
- Benedetta Buccellato : Grand-mère Marcella
- Angelique Cavallari : Michelle
- Antonio Pennarella